# Xã Jackson, Quận Dallas, Missouri
Xã Jackson (tiếng Anh: Jackson Township) là một xã thuộc quận Dallas, tiểu bang Missouri, Hoa Kỳ. Năm 2010, dân số của xã này là 2.207 người.